# Alberto Maggi
Alberto Maggi OSM (ur. 6 listopada 1945 w Ankonie) − włoski serwita, pisarz katolicki, biblista.

## Życiorys
Studiował w rzymskich uczelniach Marianum oraz Gregorianum oraz w jerozolimskim École Biblique. Od 1995 prowadzi wraz z Ricardo Pérezem OSM Centrum Studiów Biblijnych „Giovanni Vannucci” w Montefano. Centrum zajmuje się propagowaniem wyników studiów biblijnych poprzez spotkania formacyjne, publikacje oraz transmisje radiowo-telewizyjne i internetowe. Biblista publikuje na łamach periodyku „Rocca”. Na antenie Radia Watykańskiego prowadził audycję La Buona Notizia è per tutti!.

## Publikacje w języku polskim
- 2001, Jezus i Belzebub: szatan i demony w Ewangelii św. Marka, przeł. Marek Przepiórka, ISBN 83-7221-211-2